# Boğaz
Boğaz o Boghaz es una aldea que se estableció en 1960 en las laderas del cordón Pentadáctylos, en la boca sur del paso de Kyrenia, en Chipre. 

## Datos básicos
El pueblo se ha desarrollado como una extensión de Ağırdağ y ha sido habitada exclusivamente por turcochipriotas. 
Boğaz, en turco, significa «estrecho» o «paso de montaña». Debido a su posición, en 1963 se convirtió en un centro administrativo militar controlada por los combatientes turcochipriotas y un pequeño contingente de soldados turcos. Al mismo tiempo, se convirtió en el centro principal de la recepción de los turcochipriotas desplazados de la región de Kyrenia, que se refugiaron aquí desde 1964 hasta 1974.

## Historia
No hay registros en los censos anteriores a 1960 ya que no existía. Anteriormente, lo que más tarde se convirtió en una aldea consistía en nada más que una estación de policía y dos o tres casas de pastores. Las pocas personas que vivían en la zona antes de 1960 fueron contados en los censos como parte del pueblo Agirda.
Ninguno de sus pobladores originales fueron desplazados durante el conflicto intercomunal. Sin embargo, el pueblo sirvió como un centro de acogida para muchos turcochipriotas desplazadas en 1964. Así, en ese año, esta pequeña extensión de Agirdag se convirtió en el puesto comando de las fuerzas militares y de la policía militar del enclave de Nicosia. El comandante militar turcochipriota de Bogaz también se convirtió en responsable de todos los pueblos turcochipriotas del distrito de Kyrenia.
En 1971 había aproximadamente 750 turcochipriotas desplazados que residen en un campamento que fue erigida en 1964 en un área entre Agirdag y Bogaz. La mayoría de ellos provino de localidades próximas a Kyrenia tales como Epiktitos / Çatalköy, Kazafani / Ozanköy, Agios Ermolaos / Şirinevler y de Kyrenia / Girne mismo.

## Población actual
Actualmente el pueblo está habitado principalmente por turcochipriotas. En los últimos veinte años, sobre todo, muchos chipriotas turcos de Nicosia y algunos repatriados turcochipriotas desde el Reino Unido han sido la compra de la propiedad y la solución de aquí. 
El censo de 2006 pone la población total de la villa en 1297.

## Cementerio
En el cementerio de Bogaz o «Boğaz Şehitliği» descansan los cuerpos de 326 combatientes que murieron durante la Operación Atila de julio / agosto de 1974.